# Simmerlach
Simmerlach je naselje v Občini Eržen v Okraju Špital ob Dravi  na Koroškem v Avstriji.